# Zdzisław Kostrzewa (architekt)

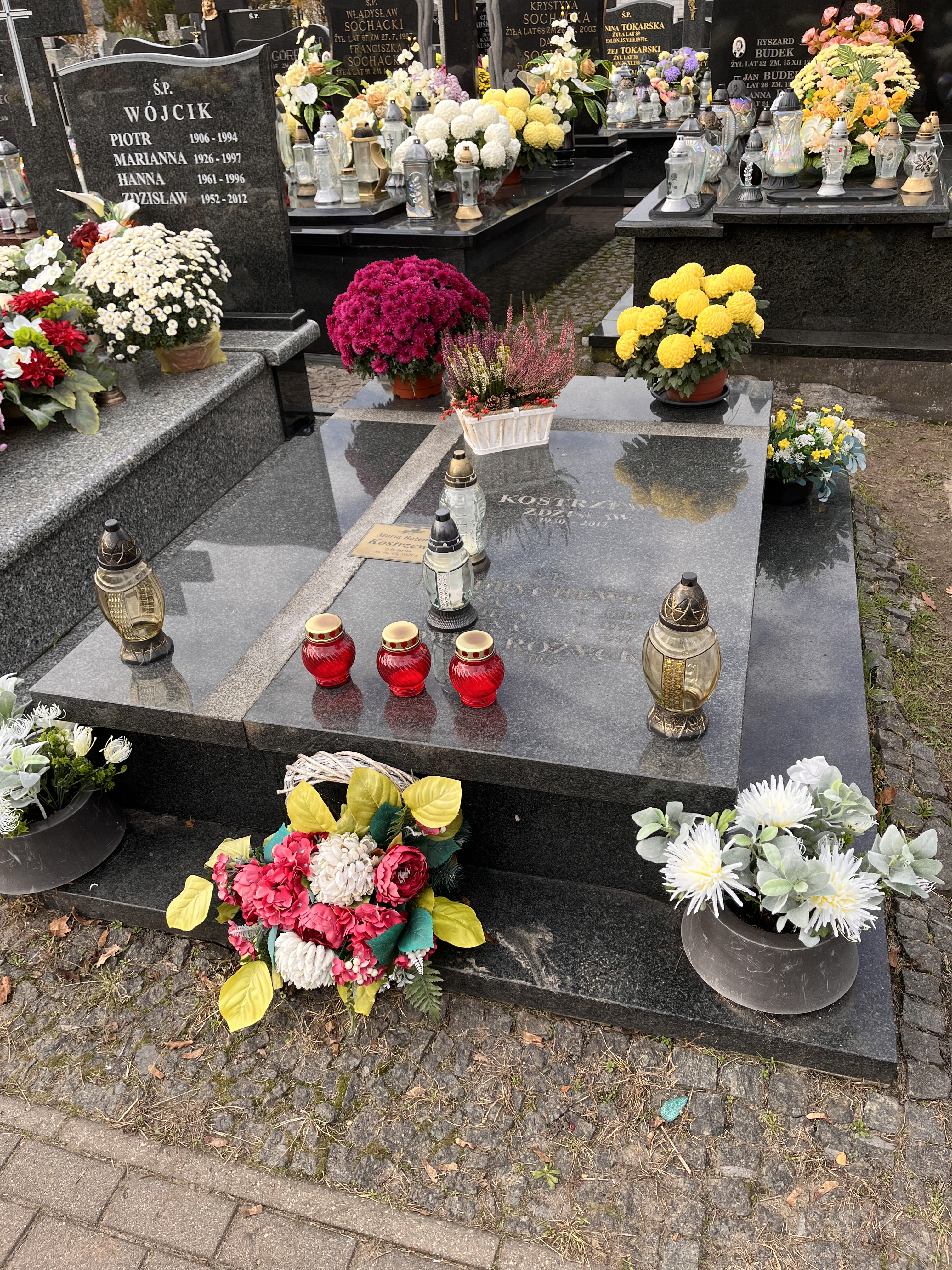
Grób Zdzisława Kostrzewy na Cmentarzu Starym w Radzyminie

Zdzisław Kostrzewa (ur. 9 stycznia 1930 w Warszawie, zm. 18 października 2017 tamże) – polski architekt.

## Życiorys
W czasie II wojny światowej działał w ramach Szarych Szeregów. W 1956 ukończył studia na Wydziale Architektury Politechniki Warszawskiej i w tym samym roku został członkiem Oddziału SARP w Bydgoszczy. W latach 1959–1961 był prezesem Zarządu Oddziału SARP w Bydgoszczy, w latach 1961–1963 był jego wiceprezesem zaś w latach 1963–1965 ponownie prezesem. Później przeniósł swoje członkostwo do Oddziału SARP w Warszawie. W 1969 otrzymał Wyróżnienie Honorowe SARP. W 1966 wraz z Jerzym Tomaszewskim projektował Hotel Komunalny Brda w Bydgoszczy, zaś w latach 1968–1970 wraz z Tadeuszem Czerniawskim projektował Biuro Galerii Artystycznych w Bydgoszczy. W 1978 wraz z Rafałem Kostrzewą i Andrzejem Modrzejowskim projektował zespół obiektów Instytutu Elektroniki i Telekomunikacji Akademii Techniczno-Rolniczej w Bydgoszczy, za co został wyróżniony Nagroda Ministra Budownictwa i Przemysłu Materiałów Budowlanych II stopnia. Był także wraz z Mirosławem Duchowskim autorem projektu stacji metra Marymont w Warszawie oraz wraz z Andrzejem Modrzejowskim i Andrzejem Sałbutem przy współpracy Anny Szyszło i Andrzeja Szyszło, autorem projektu Węzła Komunikacyjnego Młociny w Warszawie. W 1983 uzyskał status architekta twórcy.
Syn Czesława i Florentyny. Pochowany na Cmentarzu Starym w Radzyminie.